# Muľa
Muľa es un municipio del distrito de Veľký Krtíš en la región de Banská Bystrica, Eslovaquia, con una población estimada a final del año 2024 de 353 habitantes.
Se encuentra ubicado al suroeste de la región, en la cuenca hidrográfica del río Ipoly —un afluente izquierdo del Danubio— y cerca de la frontera con la región de Nitra y con Hungría.

## Demografía
| Año        | 1994 | 2004     | 2014     | 2024    |
| ---------- | ---- | -------- | -------- | ------- |
| Población  | 226  | 286      | 350      | 353     |
| Diferencia |      | +26,54 % | +22,37 % | +0,85 % |

| Año        | 2023 | 2024    |
| ---------- | ---- | ------- |
| Población  | 351  | 353     |
| Diferencia |      | +0,56 % |